# أل روزنباوم
أل روزنباوم (بالإنجليزية: Al Rosenbaum)‏ هو نحات أمريكي، ولد في 1926، وتوفي في 11 أبريل 2009.